# Fioria tuberculata
Fioria tuberculata är en mångfotingart som beskrevs av Filippo Silvestri 1898. Fioria tuberculata ingår i släktet Fioria och familjen Andrognathidae. Inga underarter finns listade i Catalogue of Life.